# Карл Карлсон (персонаж)
Карл Карлсон — вигаданий персонаж мультсеріалу «Сімпсони», один з найкращих друзів Гомера.

## Біографія
Карлу 39 років, він одноліток Ленні та старший від Гомера на рік. Точне місце його народження — невідоме, але у серії «The Saga of Carl» з’ясовується, що Карла в дитинстві усиновила пара Карлсонів з Ісландії. Відомо точно, що Карл ще змалку дружив з Ленні. Які коріння у Карла — достеменно невідомо, можливо якісь його родичі походять з північної Америки або Африки тому що Карл — афроамериканець. 
У віці 10 років Карл із Ленні поїхали у табір для бідних дітей, де зустрілися з Гомером і одразу подружилися. Там же вони зустріли 15-річного Мо, який був вожатим у таборі (його там просто залишили батьки, і як він сам зізнавався, Мо ночував у човні вже три роки). Звідси й припущення, що Мо приблизно 41-44 роки. З юного віку Карл жив у Спрингфілді та ходив у походи разом з Ленні та Гомером. Вони навіть разом закінчили один і той самий інститут і мали дружні відносини з Мардж, майбутньою жінкою Гомера. Карл закінчив курси з ядерної фізики та заслужено став інспектором з відходів на Спрингфілдській АЕС.

## Особливості персонажа
Як і Гомер, Карл одягається досить примітивно — коричневі штани, рожевий светр і сіру куртку. Він завжди ходить зі своїм другом Ленні Леонардом і любить посидіти в Таверні Мо разом з Гомером і Барні. Як і Гомер — Карл теж іноді напивається, а одного разу з друзями знищив початкову школу Спрингфілда. Іноді Карл ходить у стриптиз-бар разом з Ленні та він усе ще закоханий у Мардж. На роботі Карл нічим не відрізняється від Гомера — так само запізнюється на роботу, спить і часто ходить в їдальню.
Хоча Карл має диплом з фізики, він ніколи не використовує свої знання і має невелику зарплатню — десь як у
Гомера — 450 доларів у місяць. На роботі він так само жонглював паличками з плутонієм і їв усе підряд. Він вважає, що Гомер — нормальний працівник і так само конфліктував з Френком Граймсом, який намагався привчити їх до порядку, але зрештою Френк загинув від ураження струмом.

## Стосунки Карла і Ленні
Окрім того, що Карл і Ленні дуже близькі друзі вони звикли усе робити разом. Їх рідко можна побачити окремо. Вони навіть їздять на одній машині на роботу разом. Проте у їхній дружбі іноді бувають конфлікти — вони іноді сваряться через політичні переконання і іноді Ленні б'є Карла, вони одразу ж миряться. У 12-13 сезоні вони досить серйозно посварились і довго не мирились, і як стало видно — причиною конфліктів завжди є Ленні Леонард, який часто обзиває і зневажає Карла. Проте навіть будучи ворогами Ленні та Карл все одно ходять разом. Ленні та Карл навіть живуть часто разом в одній квартирі та мають багато спільних інтересів. Їхнє постійне життя разом стає хорошим приводом для жарту Гомера про їхні гомосексуальні нахили, і Гомер навіть тиснув на них, щоб вони одружилися. У них занадто близькі стосунки, і одного разу у 16 сезоні Ленні написав газету Правда про Карла — де розказувалось, що Карл чудовий чоловік.
Карл також дуже фотогенічний і завжди має гарний вигляд на будь-яких знімках.